# Dariusz Czykier
Dariusz Czykier (ur. 21 lutego 1966 w Białymstoku) – polski piłkarz występujący na pozycji pomocnika.

## Życiorys

### Kariera piłkarska
Czykier swoją karierę rozpoczął w Jagiellonii Białystok. W 1990 roku przeniósł się do stołecznej Legii, gdzie grał do 1993 roku. Potem występował w Radomiaku Radom, ponownie w Jagiellonii, by w 1997 roku powrócić do Legii. Wiosną 1999 bronił barw Zagłębia Lubin. Z Legii odszedł ostatecznie w 2000 roku do Jagiellonii. Wiosną 2001 roku grał w Wigrach Suwałki. W 2002 roku powrócił na krótko do Jagiellonii, a karierę piłkarską kończył w 4-ligowej Supraślance Supraśl, której był grającym trenerem.
Łącznie w polskiej ekstraklasie rozegrał 230 spotkań i strzelił 33 bramki.

### Kariera trenerska
Po zakończeniu kariery zawodniczej był asystentem Michała Probierza, trenera Jagiellonii Białystok. Po dwóch latach pracy w sztabie szkoleniowym pierwszego zespołu Dariusz Czykier przestał być trenerem w Jagiellonii. Następnie pracował w klubie Wigry Suwałki, gdzie wraz z Gražvydasem Mikulėnasem pełnił funkcję asystenta trenera Donatasa Vencevičiusa.

### Życie prywatne
Ojciec Damiana Czykiera, lekkoatlety specjalizującego się w biegach płotkarskich i sprinterskich.

## Sukcesy
Legia Warszawa
- Mistrzostwo Polski: 1994
- Puchar Polski: 1990, 1997
- Superpuchar Polski: 1997